# Distretto di Kars
Il distretto di Kars (in turco Kars ilçesi) è uno dei distretti della provincia di Kars, in Turchia.